# Институт имени Вингейта
Институт имени Вингейта — национальный институт физической культуры и спорта (ивр. מכון וינגייט - המכון הלאומי לחינוך גופני ולספורט‎) — израильское учреждение высшего образования. Институт, основанный в 1957 году недалеко от Нетании, занимается профессиональной подготовкой спортсменов, тренеров, инструкторов, спортивных судей, преподавателей физической культуры и спортивно-медицинского персонала. Институт Вингейта получил своё название в честь британского офицера О. Ч. Уингейта, известного своими симпатиями к идеям сионизма и помощью в организации еврейских отрядов самообороны в Палестине. В 1989 году институт был награждён Премией Израиля в области спорта.

## История
Решение о создании национального института физической культуры принял ещё до официального создания Государства Израиль Ваад Леуми — высший исполнительный орган еврейского ишува в Палестине. В задачи будущего института, которому уже с 1944 года планировалось присвоить имя О. Ч. Уингейта, должны были входить профессиональная подготовка учителей физкультуры и спортивных инструкторов, научные исследования в области физической культуры и её пропаганда, организация лагерей отдыха для молодёжи и взрослых, а также спортивная подготовка новых репатриантов. В 1947 году предполагалось, что институт будет построен в районе Герцлии.
В 1949 году был формирован совет директоров будущего института, в который среди прочих вошли первый начальник Генерального штаба АОИ Яаков Дори и доктор Авраам Каценельсон (бывший директор департамента здравоохранения в Еврейском агентстве). Конкурс на создан проекта института выиграл один из ведущих архитекторов ишува Арье Шарон. В дальнейшем было решено, что институт будет создан рядом с Нетанией. Под его территорию Еврейский национальный фонд в 1951 году выделил 200 дунамов земли, а мэрия Нетании — четверть миллиона израильских фунтов. Институт официально начал работу в апреле 1957 года, а в сентябре в его состав вошёл тель-авивский физкультурный колледж.
С 1964 года на территории института Вингейта действует научно-исследовательский центр спортивной медицины. Позднее на базе института Вингейта  был разработан одноименный лабораторный тест на физическую готовность, приобретший популярность в мире. В начале 1970-х годов к числу спортивных сооружений института добавился плавательный бассейн олимпийского класса (в 2015 году институт принимал чемпионат Европы по плаванию на короткой воде).
В 1989 году институту Вингейта была присуждена Премия Израиля в области спорта за выдающиеся достижения в области образования, спортивной медицины и научных исследований. В 2017 году кнессет принял закон о придании институту Вингейта статуса национального института спортивных достижений.

## Подразделения
В состав института Вингейта входят следующие подразделения и организации:
- Педагогический центр им. Эстер и Леопольда Тернеров, включающий справочную библиотеку, архив Цви Нишри, издательство и Центр исторических исследований физической культуры и спорта
- Школа подготовки тренеров и инструкторов им. Нэта Холмана
- Исследовательский центр спортивной медицины им. Рибштейна
- Отделение элитного спорта, занимающееся развитием и поддержкой лучших спортсменов Израиля. В рамках отделения проходит подготовка членов олимпийских сборных Израиля
- Центр развития одарённых спортсменов, под эгидой которого проводится поиск и подготовка юных спортивных талантов в четырёх видах спорта — дзюдо, плавании, волейболе и теннисе
- Международный еврейский спортивный зал славы и Зал спортивной славы Израиля.

На территории института располагаются легкоатлетический стадион и игровые площадки, плавательные бассейны, гимнастический зал, центр физической подготовки и восстановления спортсменов.